# Dicranomyia (Dicranomyia) uinta
Dicranomyia (Dicranomyia) uinta is een tweevleugelige uit de familie steltmuggen (Limoniidae). De soort komt voor in het Nearctisch gebied.